# Demokratski savez nacionalne obnove
Demokratski savez nacionalne obnove (DESNO), hrvatska je politička stranka desnice. Predsjednik stranke je Anto Đapić.

## Povijest
Demokratski savez nacionalne obnove osnovan je 24. listopada 2014. godine u Zagrebu kao nasljednik Nezavisne liste Ante Đapića iz Osijeka.

## Predsjednički izbori
- 2019. – Anto Đapić. Nije prošao u drugi krug dobivši 4.001 glas (0,21%).[2]

## Vanjske poveznice
- Službena mrežna stranica stranke